# 1. Fußballclub Union Berlin 1994-1995
Questa voce raccoglie le informazioni riguardanti il 1. Fußballclub Union Berlin nelle competizioni ufficiali della stagione 1994-1995.

## Stagione
Nella stagione 1994-1995 l'Union Berlino, allenato da Frank Engel e Hans Meyer, concluse il campionato di Regionalliga nordest al 3º posto. In Coppa di Germania l'Union Berlino fu eliminato al primo turno dal St. Pauli.

## Rosa
| N. |                     | Ruolo | Calciatore       |
| -- | ------------------- | ----- | ---------------- |
|    | Germania (bandiera) | P     | Oliver Kirchel   |
|    | Germania (bandiera) | P     | Oskar Kosche     |
|    | Germania (bandiera) | D     | Christian Beeck  |
|    | Germania (bandiera) | D     | David Bergner    |
|    | Germania (bandiera) | D     | Jens Härtel      |
|    | Romania (bandiera)  | D     | Enica Matache    |
|    | Germania (bandiera) | D     | Tom Persich      |
|    | Germania (bandiera) | D     | Frank Placzek    |
|    | Germania (bandiera) | D     | Marko Rehmer     |
|    | Polonia (bandiera)  | D     | Piotr Żelazowski |
|    | Germania (bandiera) | C     | Thoralf Bennert  |

| N. |                                 | Ruolo | Calciatore            |
| -- | ------------------------------- | ----- | --------------------- |
|    | Germania (bandiera)             | C     | Markus Drabinski      |
|    | Polonia (bandiera)              | C     | Antoni Jeleń          |
|    | Germania (bandiera)             | C     | Torsten Petzold       |
|    | Germania (bandiera)             | C     | Ralf Rambow           |
|    | Germania (bandiera)             | C     | Dirk Rehbein          |
|    | Albania (bandiera)              | C     | Ervin Skela           |
|    | Lituania (bandiera)             | C     | Vidmantas Vysniauskas |
|    | Bosnia ed Erzegovina (bandiera) | A     | Sergej Barbarez       |
|    | Germania (bandiera)             | A     | Thorsten Boer         |
|    | Macedonia del Nord (bandiera)   | A     | Goran Markov          |
|    | Germania (bandiera)             | A     | Nico Patschinski      |

## Organigramma societario
Area tecnica
- Allenatore: Hans Meyer
- Allenatore in seconda:
- Preparatore dei portieri:
- Preparatori atletici:
- Analisi video:

## Calciomercato

### Sessione estiva
| Acquisti | Acquisti              | Acquisti                | Acquisti |
| R.       | Nome                  | da                      | Modalità |
| -------- | --------------------- | ----------------------- | -------- |
| A        | Thorsten Boer         | TeBe Berlino            |          |
| D        | Tom Persich           | Hallescher              |          |
| C        | Vidmantas Vysniauskas | Kickers 94 Markkleeberg |          |

| Cessioni | Cessioni            | Cessioni           | Cessioni |
| R.       | Nome                | a                  | Modalità |
| -------- | ------------------- | ------------------ | -------- |
| A        | Matthias Zimmerling | Energie Cottbus    |          |
| D        | Steffen Büttner     | Dresdner SC        |          |
| P        | Andreas Hawa        | Lichtenberg 47     |          |
| C        | André Hofschneider  | Hansa Rostock      |          |
| D        | Mario Maek          | SC Union 06 Berlin |          |
| A        | Jacek Mencel        | TeBe Berlino       |          |
| C        | Mike Rietpietsch    | Bayer Leverkusen   |          |

### Sessione invernale
| Acquisti | Acquisti    | Acquisti          | Acquisti |
| R.       | Nome        | da                | Modalità |
| -------- | ----------- | ----------------- | -------- |
| C        | Ervin Skela | Flamurtari Valona |          |

| Cessioni | Cessioni | Cessioni | Cessioni |
| R.       | Nome     | a        | Modalità |
| -------- | -------- | -------- | -------- |

## Risultati

### Regionalliga

#### Girone di andata
| Arbitro: | Koop |

|            |           |             |
| Markov 43’ | Marcatori | 45’ Leitzke |

| Arbitro: | Müller |

|  |           |                       |
|  | Marcatori | 37’ Boer 61’ Barbarez |

| Arbitro: | Fröhlich |

|  |           |              |
|  | Marcatori | 26’ Kaehlitz |

| Arbitro: | Wendorf |

|                   |           |                                            |
| Härtel 39’ (aut.) | Marcatori | 10’ Rambow 17’ Boer 67’ (rig.), 88’ Markov |

| Arbitro: | Scheibel |

|                                                |           |                         |
| Markov 9’ (rig.), 54’ Rambow 25’, 73’ Boer 84’ | Marcatori | 31’, 63’ Kaiser 39’ Isa |

| Arbitro: | Habermann |

|  |           |                                 |
|  | Marcatori | 18’ Placzek 34’ Boer 66’ Markov |

| Arbitro: | Robel |

|                         |           |  |
| Rehbein 28’ Bennert 42’ | Marcatori |  |

| Arbitro: | Weise |

|             |           |              |
| Steffen 23’ | Marcatori | 35’ Barbarez |

| Berlino 9 ottobre 1994, ore 14:00 CET 9ª giornata | Union Berlino | 0 – 0 referto | Energie Cottbus | Stadio An der Alten Försterei (2 010 spett.)\| Arbitro: \| Weber \| |
| Arbitro:                                          | Weber         |               |                 |                                                                     |

| Arbitro: | Müller |

|             |           |             |
| Gerlach 13’ | Marcatori | 56’ Bennert |

| Arbitro: | Junghof |

|                          |           |                                    |
| Mankowski 55’ Kunert 85’ | Marcatori | 40’ Persich 47’ Rehbein 65’ Markov |

| Arbitro: | Habermann |

|                             |           |  |
| Markov 38’, 86’ Rehbein 80’ | Marcatori |  |

| Arbitro: | Lehmann |

|            |           |            |
| Schulz 19’ | Marcatori | 30’ Rehmer |

| Arbitro: | Wendorf |

|                               |           |  |
| Bennert 68’ Markov 80’ (rig.) | Marcatori |  |

| Arbitro: | Müller |

|           |           |            |
| Weber 60’ | Marcatori | 30’ Rambow |

| Arbitro: | Fleske |

|                               |           |           |
| Persich 49’, 54’ Barbarez 57’ | Marcatori | 78’ Adler |

| Arbitro: | Sather |

|                                 |           |                                 |
| Steiner 42’, 67’ Kretschmer 70’ | Marcatori | 6’, 37’ Barbarez 61’ Żelazowski |

#### Girone di ritorno
| Arbitro: | Heynemann |

|                         |           |            |
| Hammermüller 41’ (rig.) | Marcatori | 31’ Markov |

| Arbitro: | Bley |

|  |           |                           |
|  | Marcatori | 47’ Hebestreit 73’ Helbig |

| Arbitro: | Brandt-Chollé |

|           |           |                                                        |
| Kovač 62’ | Marcatori | 36’ (aut.) Poßling 45’ Rehbein 77’ Barbarez 90’ Markov |

| Arbitro: | Haack |

|                                               |           |              |
| Jeleń 8’ Barbarez 10’, 83’ Bennert 89’ (rig.) | Marcatori | 67’ Henklein |

| Arbitro: | Sather |

|                       |           |                         |
| Stern 9’ Fährmann 31’ | Marcatori | 39’ Petzold 48’ Rehbein |

| Arbitro: | Görges |

|                                                        |           |            |
| Markov 52’ Bennert 60’ (rig.) Bergner 72’ Barbarez 78’ | Marcatori | 77’ Conrad |

| Arbitro: | Koop |

|  |           |                                              |
|  | Marcatori | 21’ Barbarez 38’ Markov 84’, 90’ Vysniauskas |

| Arbitro: | Voigt |

|                                   |           |                           |
| Markov 23’ Härtel 37’ Persich 42’ | Marcatori | 44’ Steffen 65’ Brestrich |

| Arbitro: | Habermann |

|             |           |             |
| Irrgang 76’ | Marcatori | 6’ Barbarez |

| Arbitro: | Müller |

|            |           |                            |
| Markov 35’ | Marcatori | 30’ Zimmermann 72’ Gerlach |

| Arbitro: | Scheibel |

|                                                |           |  |
| Rehmer 6’ Boer 34’, 43’, 60’ Barbarez 40’, 61’ | Marcatori |  |

| Arbitro: | Weise |

|                  |           |                                 |
| Schmidt 26’, 77’ | Marcatori | 41’ Markov 68’ Boer 81’ Rehbein |

| Arbitro: | Lehmann |

|                           |           |  |
| Markov 40’, 67’ Skela 49’ | Marcatori |  |

| Bischofswerda 14 maggio 1995, ore 14:00 CEST 31ª giornata | Bischofswerdaer | 0 – 0 referto | Union Berlino | Holzwaren-Simundt-Kampfbahn (558 spett.)\| Arbitro: \| Heynemann \| |
| Arbitro:                                                  | Heynemann       |               |               |                                                                     |

| Arbitro: | Reck |

|                                        |           |  |
| Barbarez 5’ Markov 66’ Vysniauskas 85’ | Marcatori |  |

| Arbitro: | Richter |

|                                    |           |          |
| Henschel 15’ Gatti 78’ Rusayev 81’ | Marcatori | 16’ Boer |

| Arbitro: | Fleske |

|  |           |                      |
|  | Marcatori | 18’ Backs 88’ Namdar |

### Coppa di Germania
| Arbitro: | Keßler |

|                               |           |                                          |
| Markov 60’ Bennert 86’ (rig.) | Marcatori | 20’ Scharping 43’ Hollerbach 82’ Szubert |

## Statistiche

### Statistiche di squadra
| Competizione         | Punti | In casa | In casa | In casa | In casa | In casa | In casa | In trasferta | In trasferta | In trasferta | In trasferta | In trasferta | In trasferta | Totale | Totale | Totale | Totale | Totale | Totale | DR  |
| Competizione         | Punti | G       | V       | N       | P       | Gf      | Gs      | G            | V            | N            | P            | Gf           | Gs           | G      | V      | N      | P      | Gf     | Gs     | DR  |
| -------------------- | ----- | ------- | ------- | ------- | ------- | ------- | ------- | ------------ | ------------ | ------------ | ------------ | ------------ | ------------ | ------ | ------ | ------ | ------ | ------ | ------ | --- |
| Regionalliga nordest | 65    | 17      | 11      | 2       | 4       | 40      | 16      | 17           | 7            | 9            | 1            | 35           | 20           | 34     | 18     | 11     | 5      | 75     | 36     | +39 |
| Coppa di Germania    | -     | 1       | 0       | 0       | 1       | 2       | 3       | 0            | 0            | 0            | 0            | 0            | 0            | 1      | 0      | 0      | 1      | 2      | 3      | -1  |
| Totale               | 65    | 18      | 11      | 2       | 5       | 42      | 19      | 17           | 7            | 9            | 1            | 35           | 20           | 35     | 18     | 11     | 6      | 77     | 39     | +38 |

### Andamento in campionato
| Giornata  | 1 | 2 | 3 | 4 | 5 | 6 | 7 | 8 | 9 | 10 | 11 | 12 | 13 | 14 | 15 | 16 | 17 | 18 | 19 | 20 | 21 | 22 | 23 | 24 | 25 | 26 | 27 | 28 | 29 | 30 | 31 | 32 | 33 | 34 |
| --------- | - | - | - | - | - | - | - | - | - | -- | -- | -- | -- | -- | -- | -- | -- | -- | -- | -- | -- | -- | -- | -- | -- | -- | -- | -- | -- | -- | -- | -- | -- | -- |
| Luogo     | C | T | C | T | C | T | C | T | C | T  | T  | C  | T  | C  | T  | C  | T  | T  | C  | T  | C  | T  | C  | T  | C  | T  | C  | C  | T  | C  | T  | C  | T  | C  |
| Risultato | N | V | P | V | V | V | V | N | N | N  | V  | V  | N  | V  | N  | V  | N  | N  | P  | V  | V  | N  | V  | V  | V  | N  | P  | V  | V  | V  | N  | V  | P  | P  |
| Posizione | 6 | 4 | 7 | 6 | 3 | 1 | 1 | 2 | 1 | 2  | 1  | 1  | 1  | 1  | 2  | 2  | 2  | 2  | 3  | 3  | 3  | 3  | 3  | 3  | 3  | 3  | 3  | 3  | 3  | 3  | 3  | 3  | 3  | 3  |

Legenda:

Luogo: C = Casa; T = Trasferta. Risultato: V = Vittoria; N = Pareggio; P = Sconfitta.

### Statistiche dei giocatori
| Giocatore      | Regionalliga nordest | Regionalliga nordest | Regionalliga nordest | Regionalliga nordest | Coppa di Germania | Coppa di Germania | Coppa di Germania | Coppa di Germania | Totale   | Totale | Totale      | Totale     |
| Giocatore      | Presenze             | Reti                 | Ammonizioni          | Espulsioni           | Presenze          | Reti              | Ammonizioni       | Espulsioni        | Presenze | Reti   | Ammonizioni | Espulsioni |
| -------------- | -------------------- | -------------------- | -------------------- | -------------------- | ----------------- | ----------------- | ----------------- | ----------------- | -------- | ------ | ----------- | ---------- |
| S. Barbarez    | 29                   | 14                   | 7                    | 2                    | 1                 | 0                 | 1                 | 0                 | 30       | 14     | 8           | 2          |
| C. Beeck       | 18                   | 0                    | 5                    | 1                    | 1                 | 0                 | 0                 | 0                 | 19       | 0      | 5           | 1          |
| T. Bennert     | 21                   | 5                    | 1                    | 3                    | 1                 | 1                 | 0                 | 0                 | 22       | 6      | 1           | 3          |
| D. Bergner     | 15                   | 1                    | 2                    | 0                    | 0                 | 0                 | 0                 | 0                 | 15       | 1      | 2           | 0          |
| T. Boer        | 20                   | 9                    | 1                    | 0                    | 1                 | 0                 | 0                 | 0                 | 21       | 9      | 1           | 0          |
| M. Drabinski   | 2                    | 0                    | 0                    | 0                    | 0                 | 0                 | 0                 | 0                 | 2        | 0      | 0           | 0          |
| J. Härtel      | 32                   | 1                    | 4                    | 0                    | 1                 | 0                 | 0                 | 0                 | 33       | 1      | 4           | 0          |
| A. Jeleń       | 26                   | 1                    | 8                    | 3                    | 1                 | 0                 | 0                 | 1                 | 27       | 1      | 8           | 4          |
| O. Kirchel     | 3                    | 0                    | 0                    | 0                    | 0                 | 0                 | 0                 | 0                 | 3        | 0      | 0           | 0          |
| O. Kosche      | 31                   | 0                    | 0                    | 0                    | 1                 | 0                 | 0                 | 0                 | 32       | 0      | 0           | 0          |
| G. Markov      | 32                   | 20                   | 2                    | 1                    | 1                 | 1                 | 0                 | 0                 | 33       | 21     | 2           | 1          |
| E. Matache     | 10                   | 0                    | 3                    | 1                    | 0                 | 0                 | 0                 | 0                 | 10       | 0      | 3           | 1          |
| N. Patschinski | 2                    | 0                    | 0                    | 0                    | 0                 | 0                 | 0                 | 0                 | 2        | 0      | 0           | 0          |
| T. Persich     | 27                   | 4                    | 4                    | 0                    | 1                 | 0                 | 0                 | 0                 | 28       | 4      | 4           | 0          |
| T. Petzold     | 13                   | 1                    | 1                    | 0                    | 0                 | 0                 | 0                 | 0                 | 13       | 1      | 1           | 0          |
| F. Placzek     | 32                   | 1                    | 10                   | 1                    | 1                 | 0                 | 0                 | 0                 | 33       | 1      | 10          | 1          |
| R. Rambow      | 17                   | 4                    | 2                    | 0                    | 1                 | 0                 | 1                 | 0                 | 18       | 4      | 3           | 0          |
| D. Rehbein     | 33                   | 6                    | 4                    | 0                    | 1                 | 0                 | 0                 | 0                 | 34       | 6      | 4           | 0          |
| M. Rehmer      | 23                   | 2                    | 2                    | 0                    | 0                 | 0                 | 0                 | 0                 | 23       | 2      | 2           | 0          |
| E. Skela       | 11                   | 1                    | 0                    | 0                    | 0                 | 0                 | 0                 | 0                 | 11       | 1      | 0           | 0          |
| V. Vysniauskas | 20                   | 3                    | 1                    | 0                    | 1                 | 0                 | 0                 | 0                 | 21       | 3      | 1           | 0          |
| M. Zimmerling  | 2                    | 0                    | 0                    | 0                    | 0                 | 0                 | 0                 | 0                 | 2        | 0      | 0           | 0          |
| P. Żelazowski  | 14                   | 1                    | 3                    | 1                    | 0                 | 0                 | 0                 | 0                 | 14       | 1      | 3           | 1          |